# Бьянко, Эсме
Э́сме Авгу́ста Бья́нко (англ. Esmé Augusta Bianco, род. 25 мая 1982, Сент-Олбанс) — английская актриса, фотомодель и участница бурлеск-шоу.

## Биография
Эсме Бьянко родилась 25 мая 1982 года в городе Сент-Олбанс графства Хертфордшир, Великобритания. В 18 лет переехала в Лондон для учёбы в колледже Голдсмитс по специальности «драма и театральное искусство». С 2004 по 2006 год она участвовала в бурлеск-шоу, с которым гастролировала в Японии, Англии и Монако.
Дебютировала в кино в 2006 году. Получила известность благодаря роли проститутки Рос в телесериале «Игра престолов».

## Личная жизнь
В 2009 и 2011 году Эсме несколько раз появлялась на публике вместе с Мэрилином Мэнсоном, после чего начали ходить слухи об их отношениях. В 2012 году она переехала жить в Лос-Анджелес.
30 апреля 2021 года подала гражданский иск против Мэнсона в Федеральный окружной суд США Центрального округа штата Калифорния с требованием возмещения морального ущерба. Адвокат Мэнсона Говард Кинг заявил, что обвинения в адрес его клиента являются ложными, что он намерен доказать это в суде. Он также добавил, что Бьянко и её юристы подали иск после того, как Мэнсон отказался удовлетворить их финансовые требования.

## Фильмография
| Год       |     | Русское название                  | Оригинальное название              | Роль                           |
| --------- | --- | --------------------------------- | ---------------------------------- | ------------------------------ |
| 2006      | кор | Куклы                             | Dolls                              | Муш                            |
| 2008      | ф   | Химическая свадьба                | Chemical Wedding                   | Мэвис                          |
| 2009      | ф   | Сказки Бурлеска                   | Burlesque Fairytales               | мама                           |
| 2009      | ф   | Наперегонки со смертью            | Dead Man Running                   | певица бурлеска                |
| 2010      | ф   | Большое я                         | The Big I Am                       | мадам Дюпон                    |
| 2010      | с   | Сердце всякого человека           | Any Human Heart                    | Бетти                          |
| 2011      | тф  | Эрик и Эрни                       | Eric & Ernie                       | Лола                           |
| 2011—2013 | с   | Игра престолов                    | Game of Thrones                    | Рос                            |
| 2013      | с   | Гей на престоле                   | Gay of Thrones                     | Рос                            |
| 2014      | тф  | Рождественская тайна              | A Christmas Mystery                | Ребекка Кларк                  |
| 2015      | ф   | Разум марионеток                  | Mind Puppets                       | Клэр                           |
| 2015      | ф   | Царь скорпионов 4: Утерянный трон | The Scorpion King: The Lost Throne | Феминина                       |
| 2015      | тф  | Зловещий                          | Ominous                            | Рэйчел Янг                     |
| 2015—2020 | с   | Волшебники                        | The Magicians                      | Элайза / взрослая Джейн Чатвин |
| 2017—2019 | мс  | Звёздная принцесса и силы зла     | Star vs. the Forces of Evil        | Эклипса Баттерфляй             |
| 2018      | ф   | Живущие среди нас                 | Living Among Us                    | Элеанор                        |
| 2018      | мс  | Жаркие улочки                     | Hot Streets                        | профессор Лэйн                 |
| 2018      | с   | Супергёрл                         | Supergirl                          | Тара Ак-Вар                    |
| 2020      | ф   | Загипнотизированный               | Hypnotized                         | Клэр                           |